# خورخي رينالدي
خورخي رينالدي (بالإسبانية: Jorge Rinaldi)‏ هو لاعب كرة قدم ومدرب كرة قدم أرجنتيني، ولد في 23 مارس 1963 في بوينس آيرس في الأرجنتين. شارك مع منتخب الأرجنتين لكرة القدم. أما مع النوادي، فقد لعب مع بوكا جونيورز وريال سبورتينغ خيخون وريفر بليت وغنتشلربيرليغي ونادي سان لورينزو.

## وصلات خارجية
- خورخي رينالدي على موقع قاعدة بيانات كرة القدم.إي يو (الإنجليزية)
- خورخي رينالدي على موقع ناشيونال فوتبول تيمز (الإنجليزية)